# Adiós paranoia
Adiós paranoia è un singolo del gruppo musicale italiano Negrita, pubblicato il 17 novembre 2017 come primo estratto dal decimo album in studio Desert Yacht Club.

## Video musicale
Il videoclip pubblicato il 20 novembre 2017 sul canale YouTube del gruppo, è stato girato tra il Messico e le dune di Piscinas in Sardegna.

## Tracce
1. Adiós paranoia (Radio Edit) – 3:20